# Горнолыжный спорт на зимних Олимпийских играх 2010 — скоростной спуск (женщины)

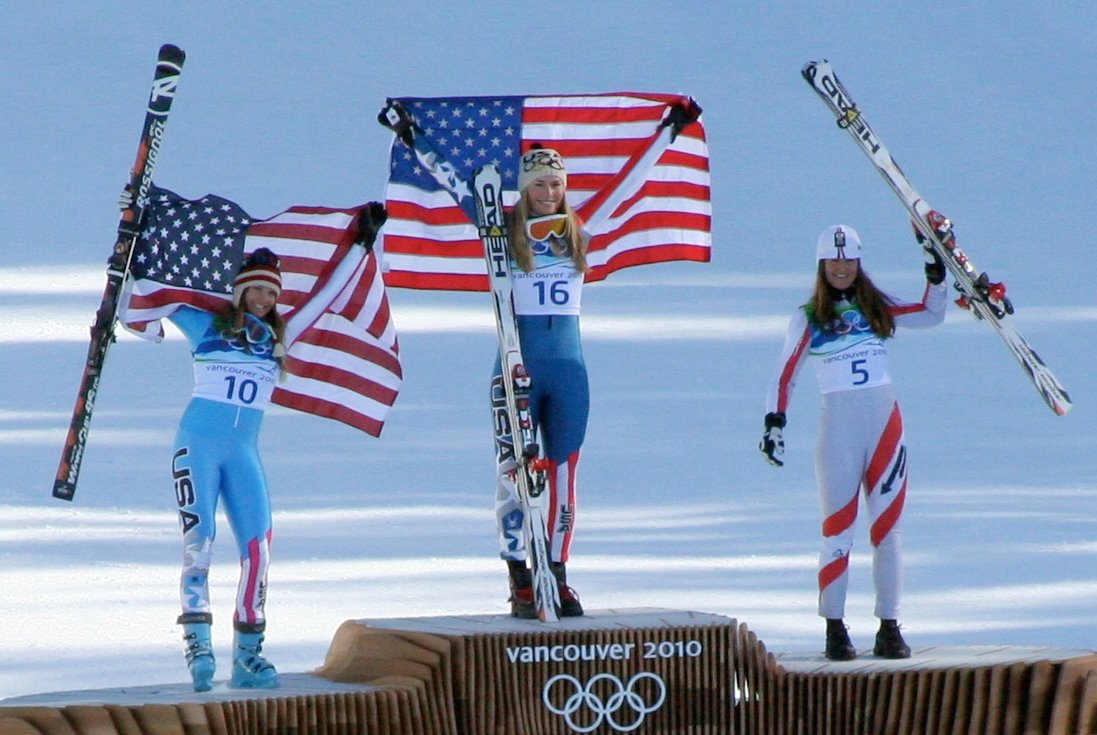
Олимпийский пьедестал в женском скоростном спуске: слева направо — Манкусо, Вонн, Гёргль

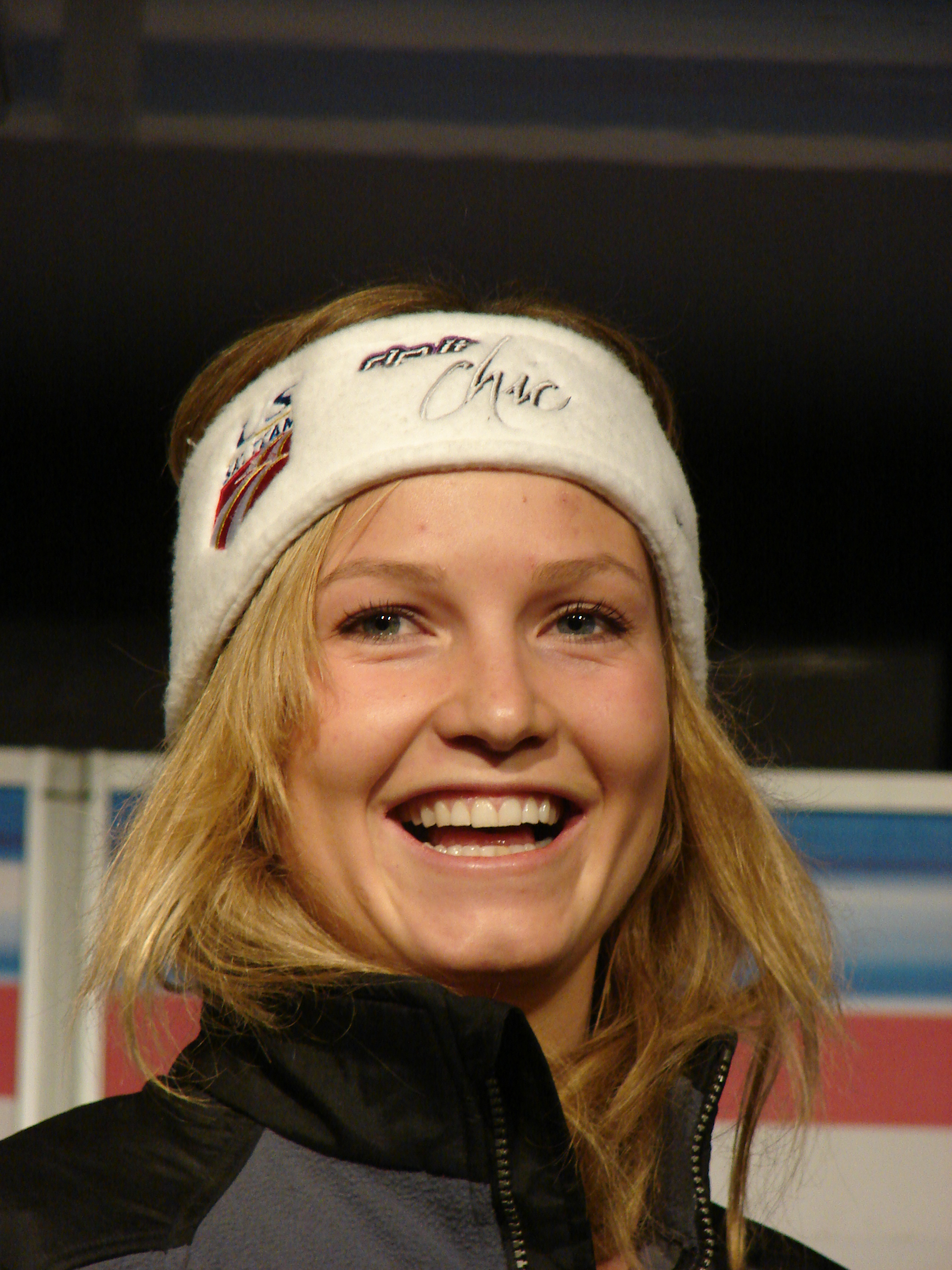
Серебряный призёр Джулия Манкусо

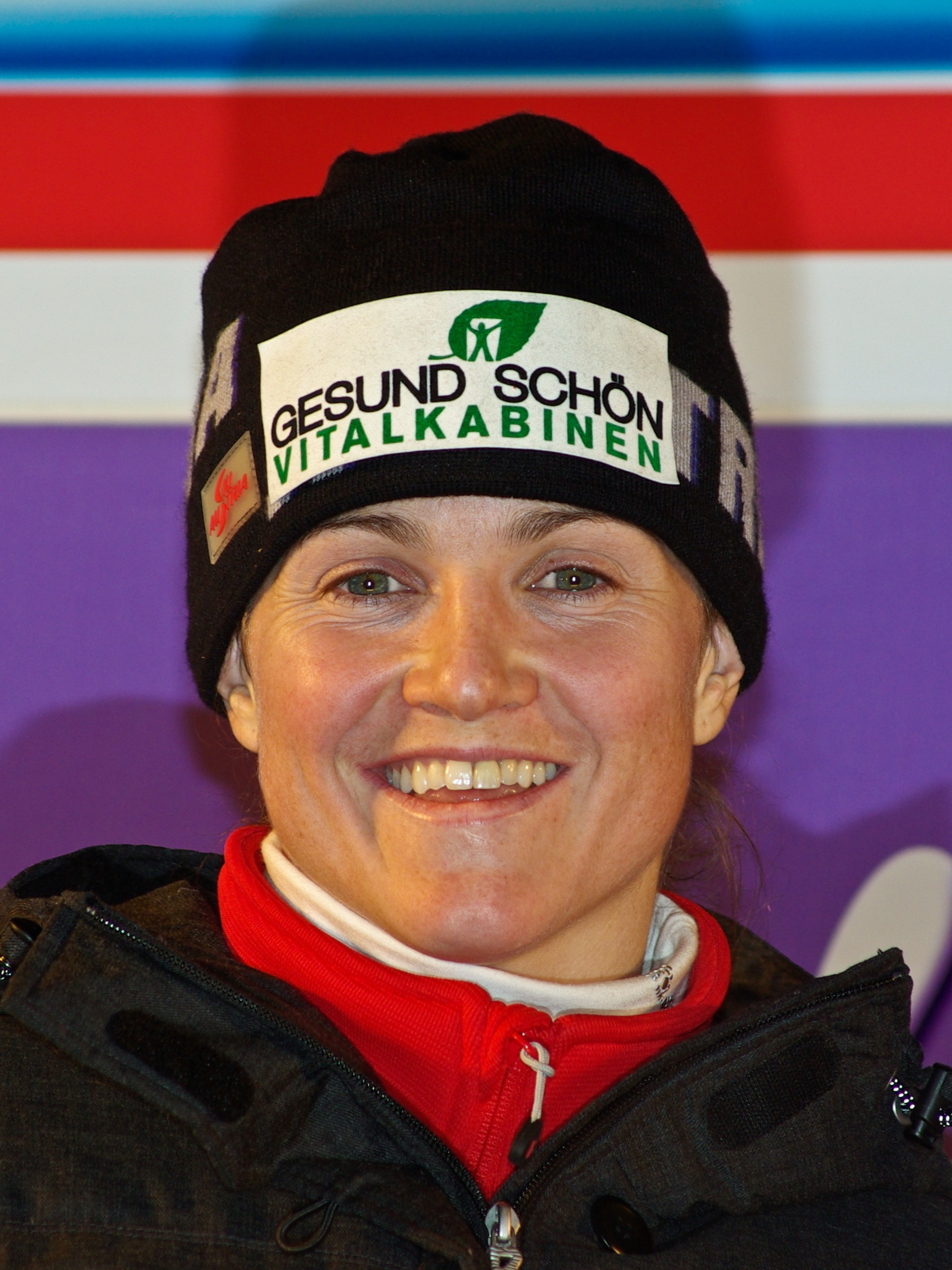
Обладательница бронзы Элизабет Гёргль

Соревнования по скоростному спуску в горнолыжном спорте среди женщин на зимних Олимпийских играх 2010 прошли 17 февраля. Женщины соревновались в скоростном спуске на 17-й зимней Олимпиаде подряд, начиная с 1948 года. В спуске приняли участие 44 спортсменки из 22 стран (канадка Джорджия Симмерлинг была заявлена, но не вышла на старт), 37 горнолыжниц добрались до финиша и были классифицированы.
Соревнования были проведены в Уистлер Криксайд с 11:00 до 13:45 по местному времени (UTC-8). Это был первый вид горнолыжной программы у женщин. Вместо запланированных 1 часа 45 минут соревнования из-за многочисленных падений и сходов горнолыжниц продолжались более 2,5 часов и закончились около 13:45 по местному времени. Температура воздуха на старте −1,4 °C, на финише +4,3 °C. Солнечно, снег на трассе — плотный.
Олимпийская чемпионка 2006 года австрийка Михаэла Дорфмайстер завершила карьеру и не выступала.
Линдси Вонн стала первой американкой, выигравшей золото в скоростном спуске на зимних Олимпиадах. На счету американских мужчин было 2 золота в этом виде программы — в 1984 году выиграл Билл Джонсон, а в 1994 году в Лиллехаммере победил Томми Мо.
За всю историю горнолыжного спорта на Олимпийских играх это всего лишь второй случай, когда американки сумели выиграть сразу и золото, и серебро. В 1984 году в Сараево в гигантском слаломе чемпионкой стала Дебби Армстронг, а Кристин Купер заняла второе место. Там же в Сараево единственный раз это удалось и американским мужчинам — первые 2 места в слаломе заняли братья Фил и Стив Маре.
Интересно, что если в мужском скоростном спуске, прошедшем за 2 дня до женского, сразу 15 спортсменов «уложились» в 1 секунду на финише, то здесь только серебряный призёр Джулия Манкусо проиграла чемпионке Вонн менее секунды.
Американцы за 2 первых гонки в Ванкувере выиграли уже больше медалей в горнолыжном спорте (в мужском скоростном спуске бронзу завоевал Боде Миллер), чем 4 года назад в Турине за всю Олимпиаду, где у них было только 2 золотых медали.

## Сходы в группе сильнейших
Швейцарка Доминика Гизин, стартовавшая 11-й, не сумела сохранить равновесие во время прыжка перед самым финишем и упала, потеряв лыжи и палки, и пролетев в итоге рядом с финишным створом. Через несколько минут спортсменка сумела самостоятельно подняться и уйти со склона. Швейцарка шла на предварительное третье время. Старт следующей спортсменки был задержан на 10-15 минут. Через несколько минут итальянка Даниэла Меригетти, стартовавшая 13-й, также упала незадолго до финиша и сбила одни из ворот, вследствие чего произошла ещё одна пауза. Меригетти не получила серьёзных травм. Стартовавшая 20-й француженка Марион Роллан наступила палкой на лыжу и упала через несколько метров после старта.
Следом за Роллан стартовала многократная чемпионка мира, обладательница 5 олимпийских медалей шведка Аня Персон. Аня шла со вторым временем, уступая менее 0,4 сек только Линдси Вонн, но во время прыжка перед самым финишем, где до этого упала швейцарка Гизен, Персон потеряла равновесие и, пролетев несколько десятков метров, упала на спину, потеряв лыжи и палки и сбив одни из ворот. Аня сумела покинуть трассу самостоятельно. Персон упустила реальную возможность в первом же старте Олимпиады-2010 стать третьей в истории горнолыжного спорта обладательницей 6 олимпийских наград (у норвежца Четиля Андре Омодта их 8, а у хорватки Яницы Костелич — 6). Через несколько дней, став третьей в суперкомбинации, Персон всё же выиграла свою шестую олимпийскую награду.
Мария Риш, считавшаяся одной из претенденток на медали, была вынуждена ждать около десяти минут на старте после падения Персон, на трассе сделала несколько ошибок, заняв в итоге лишь восьмое место. После финиша Вонн никто из спортсменок, кроме Персон, на промежуточных отсечках времени даже не приблизился к графику американки.

## Медалисты
| Золото          | Серебро            | Бронза                  |
| Линдси Вонн США | Джулия Манкусо США | Элизабет Гёргль Австрия |

## Результаты
| Место | Bib | Спортсменка                      | Время   | Отставание |
| ----- | --- | -------------------------------- | ------- | ---------- |
| 1     | 16  | Линдси Вонн (USA)                | 1:44,19 | 0,00       |
| 2     | 10  | Джулия Манкусо (USA)             | 1:44,75 | +0,56      |
| 3     | 5   | Элизабет Гёргль (AUT)            | 1:45,65 | +1,46      |
| 4     | 14  | Андреа Фишбахер (AUT)            | 1:45,68 | +1,49      |
| 5     | 18  | Фабьенн Зутер (SUI)              | 1:46,17 | +1,98      |
| 6     | 6   | Бритт Яник (CAN)                 | 1:46,21 | +2,02      |
| 7     | 15  | Мари Маршан-Арвье (FRA)          | 1:46,22 | +2,03      |
| 8     | 22  | Мария Риш (GER)                  | 1:46,26 | +2,07      |
| 9     | 7   | Лючия Реккья (ITA)               | 1:46,50 | +2,31      |
| 10    | 27  | Джина Штехерт (GER)              | 1:46,93 | +2,74      |
| 11    | 4   | Стэйси Кук (USA)                 | 1:46,98 | +2,79      |
| 12    | 12  | Надя Штигер (SUI)                | 1:47,22 | +3,03      |
| 13    | 2   | Чемми Элкотт (GBR)               | 1:47,31 | +3,12      |
| 14    | 28  | Регина Мадер (AUT)               | 1:47,53 | +3,34      |
| 15    | 3   | Каролина Руис Кастильо (ESP)     | 1:47,62 | +3,43      |
| 16    | 17  | Эмили Брайдон (CAN)              | 1:47,88 | +3,69      |
| 17    | 8   | Орели Ревийе (FRA)               | 1:47,92 | +3,73      |
| 18    | 24  | Тина Мазе (SLO)                  | 1:47,94 | +3,75      |
| 19    | 9   | Надя Камер (SUI)                 | 1:48,14 | +3,95      |
| 20    | 36  | Маруша Ферк (SLO)                | 1:48,24 | +4,05      |
| 21    | 37  | Шона Рубенс (CAN)                | 1:48,53 | +4,34      |
| 22    | 26  | Йоханна Шнарф (ITA)              | 1:48,77 | +4,58      |
| 23    | 19  | Ингрид Жакмо (FRA)               | 1:48,85 | +4,66      |
| 24    | 32  | Александра Колетти (MON)         | 1:48,92 | +4,73      |
| 25    | 29  | Анна Феннингер (AUT)             | 1:49,95 | +5,76      |
| 26    | 34  | Елена Простева (RUS)             | 1:50,07 | +5,88      |
| 27    | 31  | Шарка Загробская (CZE)           | 1:50,68 | +6,49      |
| 28    | 39  | Мирейя Гутьеррес (AND)           | 1:52,87 | +8,68      |
| 29    | 42  | Мария Белен Симари Биркнер (ARG) | 1:53,62 | +9,43      |
| 30    | 25  | Джессика Линделл-Викарбю (SWE)   | 1:53,76 | +9,57      |
| 31    | 38  | Макарена Симари Биркнер (ARG)    | 1:54,25 | +10,06     |
| 32    | 40  | Агнешка Гонсеница-Даниэль (POL)  | 1:55,10 | +10,91     |
| 33    | 45  | Мария Киркова (BUL)              | 1:56,80 | +12,61     |
| 34    | 41  | Ноэль Бараона (CHI)              | 1:57,47 | +13,28     |
| 35    | 43  | Анна Берец (HUN)                 | 1:57,86 | +13,67     |
| 36    | 44  | Людмила Федотова (KAZ)           | 2:01,58 | +17,39     |
| 37    | 1   | Клара Кржижова (CZE)             | 2:09,27 | +25,08     |
| —     | 33  | Джорджия Симмерлинг (CAN)        | DNS     | —          |
| —     | 11  | Доминика Гизин (SUI)             | DNF     | —          |
| —     | 13  | Даниэла Меригетти (ITA)          | DNF     | —          |
| —     | 20  | Марион Роллан (FRA)              | DNF     | —          |
| —     | 21  | Аня Персон (SWE)                 | DNF     | —          |
| —     | 30  | Елена Фанкини (ITA)              | DNF     | —          |
| —     | 35  | Эдит Миклош (ROU)                | DNF     | —          |
| —     | 23  | Элис Маккеннис (USA)             | DSQ     | —          |

## Прочее
Сборная России изначально пранировала выставить 2 спортсменок в этой дисциплине, но в итоге было решено не заявлять Ляйсан Раянову из-за недостатка опыта выступлений на таких сложных трассах и малого количества тренировок в скоростном спуске на трассе в Уистлере. В итоге Россию представляла только Елена Простева и заняла 26-е место, уступив чемпионке чуть менее 6 секунд, что было расценено тренерским штабом как приемлемый результат.